# Clementina
|  | Aquest article tracta sobre la planta. Si cerqueu la sarsuela de Luigi Boccherini, vegeu «La Clementina». |

La clementina és el fruit del clementiner, un arbre híbrid de la família rutàcia. És un híbrid estèril que no té pinyols i que es caracteritza per la seva pell prima i el seu gust agredolç.
En un principi es considerava que procedia de la hibridació d'una varietat híbrida del mandariner (Citrus deliciosa) amb el taronger agre (Citrus aurantium ssp. amara) però estudis recents(2002) de l'Institut national de la recherche agronomique de Còrsega han demostrat a partir de l'estudi dels cromosomes que es tracta d'un híbrid entre el mandariner i el taronger (Citrus sinensis).
Es considera que la clementina es va originar a partir d'un creuament natural a Misserghin, una població algeriana propera a Orà, cap a finals del segle xix. El pare Climent (Vincent Rodier, 1829-1904), va trobar un arbre diferent a la plantació de mandariners de l'orfenat de Misserghin amb uns fruits que maduraven molt abans i d'aquí el seu nom. El 1902 es va publicar el primer article a una revista hortícola francesa sobre la clementina.

Logotip IGP Clementines de les Terres de l'Ebre

Les clementines de les Terres de l'Ebre gaudeixen del reconeixement d'una indicació geogràfica protegida (IGP Clementines de les Terres de l'Ebre) des del 2003. És un híbrid entre la mandarina comuna i la taronja amarga que resulta més saborosa i dolça. «Les varietats que inclou aquesta certificació són les mandarines de les varietats clementina fina, hernandina i clemenules.»